# PCSK9
نوع ۹ مبدل پروپروتئین سابتیلیسین/ککسین (انگلیسی: Proprotein convertase subtilisin/kexin type 9) که با نام اختصاری PCSK9 شناخته می‌شود، یک آنزیم است که در انسان توسط ژن «PCSK9» واقع بر کروموزوم ۱ کُدگذاری می‌شود. این آنزیم نُهمین عضو از خانوادهٔ بزرگ مبدل‌های پروپروتئین است که پروتئین‌های دیگر را فعال می‌کنند. آنزیم PCSK9 هنگام ساخت، غیرفعال است که دلیلش وجود یک قطعهٔ خاص در ساختمانش است. مبدل پروپروتئین این قطعه را برداشته و آنزیم را فعال می‌کند. ژن «PCSK9» حاوی یکی از ۲۷ جایگاه کروموزومی مرتبط با خطر بیماری‌های سرخرگ کرونری است.
این آنزیم تقریباً در تمامی بافت‌ها و سلول‌های بدن یافت می‌شود و به گیرندهٔ لیپوپروتئین کم‌چگالی (LDL) متصل می‌گردد. لیپوپروتئین کم‌چگالی به‌طور معمول حدود ۳٬۰۰۰ تا ۶٬۰۰۰ مولکول چربی (از جمله کلسترول) را در مایعات برون‌سلولی حمل می‌کند. «گیرندهٔ لیپوپروتئین کم‌چگالی» با اتصال به LDL آنها را از مایعات برون‌سلولی جذب کرده و به‌درون سلول می‌کشد و بدین ترتیب سطح کلسترول بد در خون پائین می‌آید. اگر عملکرد آنزیم PCSK9 مسدود شود، تعداد بیشتری از «گیرنده‌های لیپوپروتئین کم‌چگالی» بر سطح سلول نمایان خواهد شد و بدین ترتیب، با مسدود کردن این آنزیم می‌توان غلطت LDL (کلسترول بد) را پائین آورد.
آنزیم PCSK9 از لحاظ پزشکی به سبب نقشش در هم‌ایستایی کلسترول حائز اهمیت است. دو داروی مهارکنندهٔ این آنزیم یعنی آلیروکومب و اولوکومب در سال ۲۰۱۵ توسط سازمان غذا و داروی ایالات متحده آمریکا برای کاهش دادن سطح LDL در مواردی به‌کار می‌رود که به استاتین‌ها یا سایر داروها جواب نداده یا آن داروها را تحمل نکرده‌اند و هر دو هفته یکبار تزریق می‌شوند. هزینهٔ این داروها در سال ۲۰۱۵ میلادی، ۱۴٬۰۰۰ دلار آمریکا در سال بوده و برخی هزینهٔ آنرا در مقایسه با اثربخشی‌شان مورد تردید قرار دادند. با آنکه بسیاری از پزشکان این دارو را به بیمارانشان تجویز می‌کنند، اما شرکت‌های بیمه از پرداخت هزینهٔ آن سر باز می‌زنند و بدین سبب، شرکت‌های سازندهٔ دارو مجبور به کاهش قیمت آنها شدند.

## ساختار

### ژن
ژن «PCSK9» بر روی بازوی کوتاه کروموزوم ۱ (1p32.3) واقع است و متشکل از ۱۳ اگزون است که از طریق فرایند پیرایش دگرسان، ۲ ایزوفرم مختلف از آنزیم را تولید می‌کند.

### پروتئین
آنزیم PCSK9 یکی از اعضای خانوادهٔ پپتیداز اس ۸ است. ساختمان این پروتئین از چهار بخش اصلی تشکیل شده‌است:
1. پپتید سیگنال‌دهنده (اسید آمینه‌های ۱ تا ۳۰) که ساختار کریستالی انعطاف‌پذیری دارد و از طریق انسداد جایگاه فعال PCSK9 مسئول تنظیم عملکرد این آنزیم است. این جایگاه فعال به دومینِ «توالی A شبه فاکتور رشد اپیدرمی» (EGF-A) در «گیرنده‌های لیپوپروتئین کم‌چگالی» (LDLR) متصل می‌شود.[۲۰][۲۱][۲۲] به‌ویژه اسید آمینه‌های ۶۱ تا ۷۰ این بخش، در فرایند خودفعال‌سازی آنزیم نقش دارند.[۲۰]
2. دومینِ انتهای آمینی (اسید آمینه‌های ۳۱ تا ۱۵۱)
3. دومینِ کاتالیتیک یا جایگاه فعال آنزیم (اسید آمینه‌های ۱۵۳ تا ۴۲۵)
4. دومینِ انتهای کربوکسیل (اسید آمینه‌های ۴۲۶ تا ۶۹۲) که خودش به سه بخش تقسیم می‌شود.[۲۰] مطالعات پیشین حاکی از آن بود که این بخش در اتصال به «گیرنده‌های لیپوپروتئین کم‌چگالی» (LDLR) نقشی ندارد،[۲۳][۲۴] اما اخیراً پژوهشی جدید نشان داده‌است که این قسمت از پروتئین به LDLR متصل می‌شود.[۲۰]

## اهمیت بالینی
گونه‌های مختلف آنزیم PCSK9 می‌توانند منجر به کاهش یا افزایش کلسترول خون می‌شود. این آنزیم معمولاً با اتصال به «گیرنده‌های لیپوپروتئین کم‌چگالی» (LDLR) آنرا تخریب می‌کنند و به این سبب، سطح کلسترول خون بالا می‌رود (چون دیگر قادر به ورود به سلول نیست). اگر آنزیم PCSK9 به گیرندهٔ یادشده نچسبد، LDLR مجدداً به سطح سلول آمده و ذرات کلسترول را از جریان خون پاک می‌کند.
برخی از گونه‌های این آنزیم با بروز نوعی بیماری اتوزومال غالب به نام هیپرکلسترولمی فامیلی (HCHOLA3) در ارتباط هستند.
جهش در ژن سازندهٔ این آنزیم سبب افزایش فعالیت پروتئازی آن شده و سطح «گیرنده‌های لیپوپروتئین کم‌چگالی» را کاهش می‌دهد و در نتیجه کلسترول قادر به ورود به سلول‌ها نخواهد بود.
در انسان نخستین بار این آنزیم به‌صورت پروتئینی در مغز کشف شد، اما بعدها معلوم گشت که در لوزالمعده، کلیه، کبد و روده باریک هم موجود است. شواهد بدست‌آمدهٔ اخیر حاکی از آن است که این آنزیم در دیوارهٔ سرخرگ‌ها (مثلاً در لایه درون‌رگی)، در سلول‌های ماهیچه صاف، در ماکروفاژها هم وجود دارد و در تنظیم هم‌ایستایی رگ‌ها و تصلب شرائین نقش دارد. امروزه دیگر مسجل است که این آنزیم در ایجاد و تشکیل تصلب شرائین نقش داشته و در تنظیم ساخت لیپوپروتئین هم مؤثر است.
در اثر اتصال این آنزیم به «گیرنده‌های لیپوپروتئین کم‌چگالی» که موجب جلوگیری از برداشت ذرات کلسترول بد (LDL) از خون می‌شود، چندین پژوهش نقش بالقوهٔ «بازدارنده‌های آنزیم PCSK9» را در درمان کلسترول بالای خون اثبات نموده‌اند. جالب آنکه اگر جهش از نوع «از دست دادن عملکرد» (loss-of-function) باشد، سطح کلسترول خون پائین آمده و برای فرد، اثرات محافظتی علیه بیماری‌های قلبی-عروقی دارد.
علاوه بر دخالت این آنزیم در ساخت لیپوپروتئین و ایجاد تصلب شرائین، PCSK9 در سوخت‌وساز گلوکز و چاقی، و همچنین تنظیم بازجذب سدیم در کلیه‌ها (که با فشار خون بالا در ارتباط است) نقش دارد.  این آنزیم ممکن است با بروز عفونت‌های باکتریایی یا ویروسی و سپتیسمی هم در ارتباط باشد. در مغز، نقش این آنزیم هنوز مورد بحث است و ممکن است ایجادکنندهٔ آپوپتوز یا اثرات محافظتی طی دوران تکامل سیستم عصبی داشته باشد. سطح این آنزیم در مایع مغزی-نخاعی حدود ۵۰ تا ۶۰ برابر کمتر از سطح سِـرُمی آن است.